# Henri Eugène Barbin
Henri Eugène Barbin est un homme politique français né le 19 juillet 1876 au Mans (Sarthe) et décédé le 29 novembre 1926 à Paris.
Employé des chemins de fer, il est ajusteur au dépôt de la gare du Mans. Il se lance très tôt dans le syndicalisme, ce qui lui vaut une révocation en 1910. Réintégré en 1912, il entre aux chemins de fer de l’État. Il est à nouveau révoqué en 1920 pour faits de grève. Il devient conseiller municipal du Mans en 1920 et conseiller général en 1922. Il est député socialiste de la Sarthe de 1924 à 1926.

## Sources
- « Henri Eugène Barbin », dans le Dictionnaire des parlementaires français (1889-1940), sous la direction de Jean Jolly, PUF, 1960 [détail de l’édition]